# Villa Oppenheim (Heringsdorf)

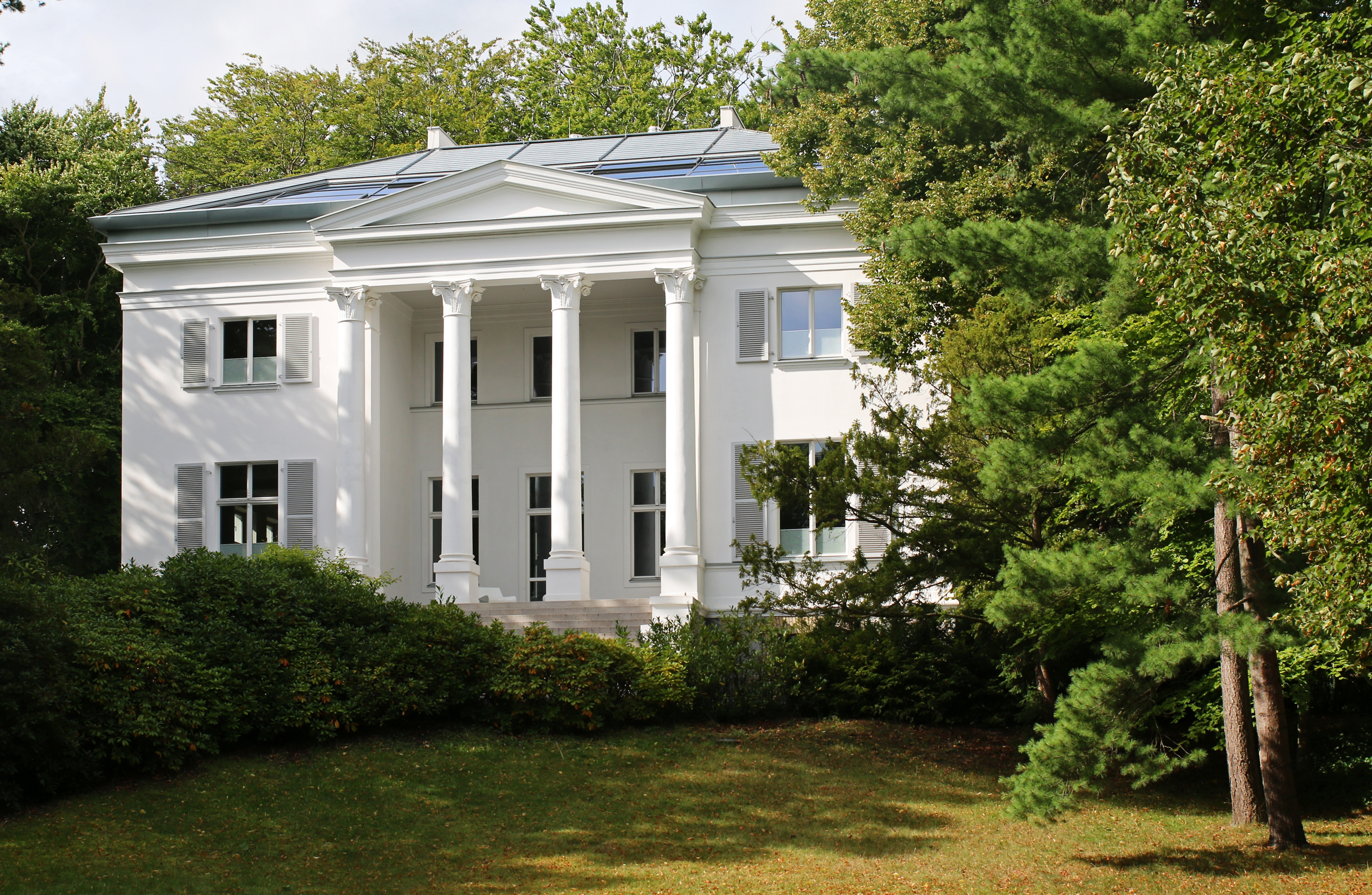
Seeseite der Villa Oppenheim in Heringsdorf

Die Villa Oppenheim in der Delbrückstraße 11 in Heringsdorf gehört zu den bekanntesten Beispielen für die Bädervillen der Insel Usedom.
Sie wurde im Jahr 1883 als Sommervilla für die Familie des Bankiers Benoît Oppenheim sen. (1842–1931) errichtet. Wer das neoklassizistische weiße Bauwerk an der Strandpromenade, das durch vier korinthische Säulen geschmückt ist, plante, lässt sich nicht mehr sicher feststellen; möglicherweise geht der Bau jedoch auf den Berliner Architekten Hermann von der Hude zurück.
In den Jahren 1908 bis 1912 verwendete der Künstler Lyonel Feininger die Villa Oppenheim häufig als Motiv seiner Aquarelle und Holzschnitte.
Nach der Enteignung während des Dritten Reichs nutzte die NSDAP die Villa als Ortszentrale; außerdem war hier das Verwaltungsbüro des Bundes Deutscher Mädel (BDM) untergebracht. Von 1945 bis 1950 diente das Bauwerk wie fast alle Villen in dieser bevorzugten Lage als Kuranlage für Offiziere der Roten Armee. Später war die Villa ein Teil des Erholungsheims Heinrich Mankiewicz, das das Ministerium für Staatssicherheit an der Heringsdorfer Strandpromenade einrichtete. Die Villa Oppenheim diente Erich Mielke als Quartier und wurde als repräsentatives Gästehaus verwendet.
Nach der Wende wurde die Villa an die Erben der einstigen Besitzer zurückgegeben. Die Nachfahren Benoît Oppenheims, die in Kanada leben, verkauften den Besitz im Jahr 1994. Nach umfangreichen Sanierungen wird die Villa Oppenheim seit damals als Feriendomizil – aufgeteilt in einzelne Ferienwohnungen – vermietet.